# Luca di Tommè

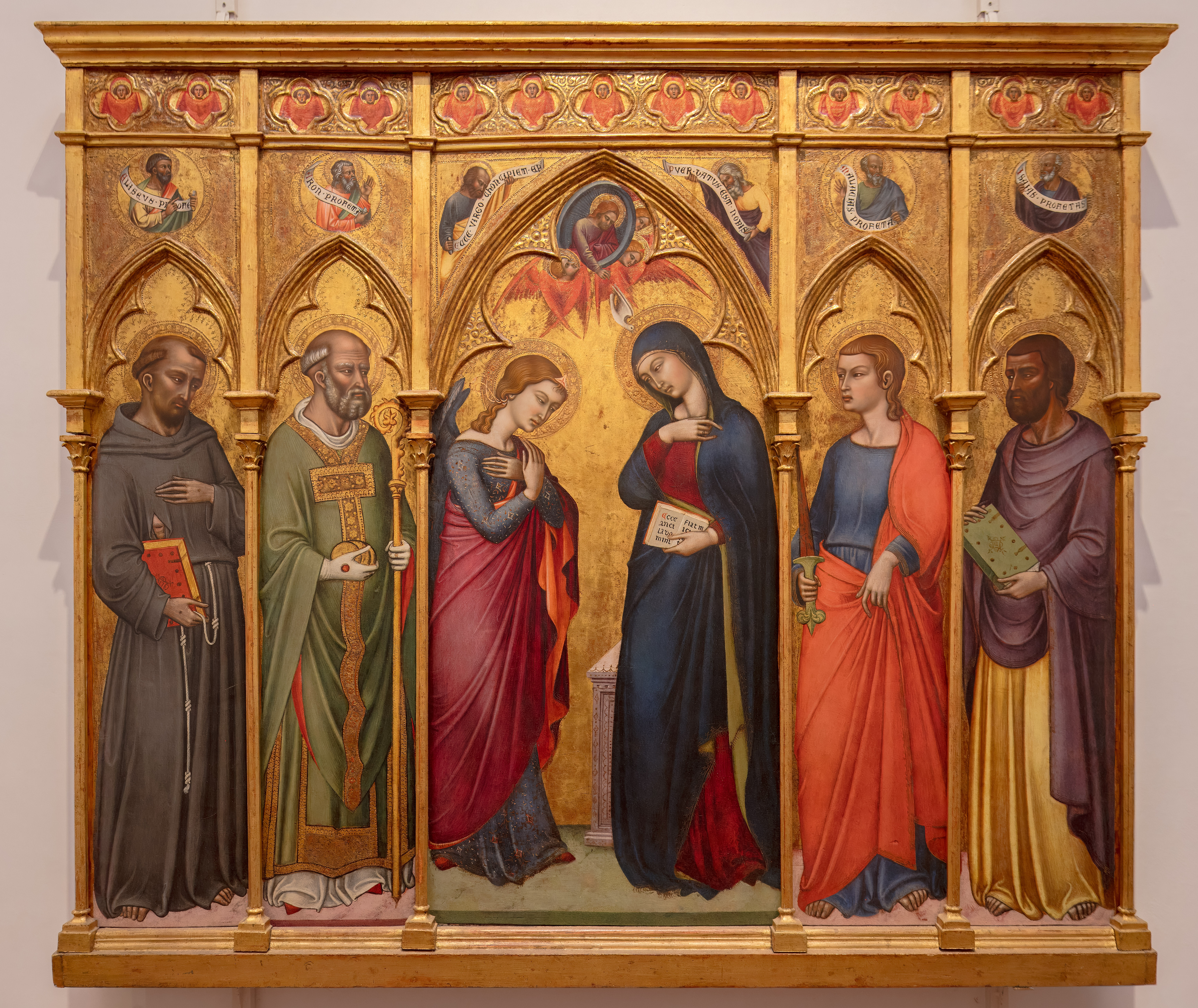
Pintura religiosa de Luca di Tommè expuesta en la galería Uffizi, Florencia.

Luca di Tommè fue un pintor italiano nacido en torno a 1330 en Siena y fallecido probablemente en 1389 en la misma localidad. Fue exponente del estilo de la escuela de esa ciudad.
Activo desde 1355 hasta 1389 como pintor, además también estuvo activo en política. Sirvió en el ayuntamiento (Consiglio Maggiore della Repubblica di Siena) en 1373. Su formación como pintor fue probablemente en el taller de los hermanos Ambrogio y Pietro Lorenzetti. También influyó en su trabajo Simone Martini. Está documentado por primera vez en 1356, cuando pertenecía al gremio de pintores de Siena. Para 1357-1358 trabajó con Cristofano Di Stefano en la fachada del Duomo de Siena. Un documento del año 1362 corrobora la colaboración con Bartolomeo Bulgarini y Jacopo di Mino del Pellicciaio cuando trabaja en la Maestà de Duccio, de quien se considera heredero. 
Hacia 1370 trabajó en Umbría, en la iglesia parroquial de Forsivo (Norcia) en la pintura Madonna con Bambino e santi (ahora en la Galería Nacional de Umbria en Perugia , Sala 4). En 1374 trabajó en la catedral de Orvieto, pero regresó en menos de un año (agosto de 1375) a Siena. Aquí se casó con Emilia Giacomino. Sus actividades artísticas de los años 1375 a 1388 son en gran parte desconocidas, pero vuelve a aparecer en 1389. En ese mismo año efectuó junto a Bartolo di Fredi y su hijo Andrea di Bartolo Cini retablos en la catedral de Siena. Más tarde, no están documentadas más obras. 
En total se le atribuyen unas cincuenta obras, la mayoría retablos. Aunque se apunta a Siena como lugar de su muerte, no se conocen datos exactos de su defunción.

## Selección de obras
- La Anunciación con santos (Oratorio de San Giovanni en Cascina).
- La Adoración de los Reyes (Museo Thyssen-Bornemisza, Madrid)
- La Flagelación (Rijksmuseum, Ámsterdam).
- La resurrección de Lázaro (Pinacoteca Vaticana).
- La Virgen y el Niño entronizados con los santos Luis de Toulouse y Miguel (Museo de Arte del Condado de Los Ángeles).
- La Virgen y el Niño entronizados con san Juan Bautista, santo Tomás y san Esteban, políptico realizado con Niccolò di Ser Sozzo (Pinacoteca Nazionale de Siena).
- Madonna con Bambino e santi (Galería Nacional de Umbría en Perugia).